# Хэррин, Кэмерон
Кэмерон Хэррин (англ. Cameron Herrin; 9 сентября 1999 год, Техас, США) — американский стритрейсер, получивший известность 23 мая 2018 года, после смертельного наезда на женщину и её дочь во время уличных гонок во Флориде. В апреле 2021 года приговорён к 24 годам тюрьмы. В Интернете его личность и преступление стало феноменом фанатизма и парафилии. В социальных сетях появились десятки фан-клубов, защищающих его и оправдывающих преступление.

## Биография
Родился 9 сентября 1999 года, в штате Техас, США в семье Шерил и Криса Хэррин. Его отец — редактор и кинорежиссёр, а мать работала вице-президентом в страховой компании. Кэмерон рос вместе со своим старшим братом Тристаном. В 2005 году семья Хэррина переехала в Тампу, Флорида. Он учился в католической средней школе Тампы, после окончания школы Кэмерон поступил в Техасский технический университет.

## Преступление
23 мая 2018 года Хэррин, участвуя в незаконной уличной гонке на Ford Mustang, стал виновником аварии на бульваре Бэйшор в Тампе, в результате которой погибли женщина и её дочь, которую мать везла в коляске, где они собирались перейти дорогу. Её дочь получила серьёзные травмы и позже скончалась в больнице. Для помощи семье был открыт счёт GoFundMe. Полиция арестовала 18-летнего Кэмерона Хэррина и 20-летнего брата Тристана Хэррина, которые жили по одному адресу.

### Судебные процессы
Братьям были предъявлены обвинения в уличных гонках и смерти 2 человек. В ходе первого судебного заседания Кэмерон был отпущен под залог в 50 000 долларов с условием ношения GPS-браслета и отсутствием контакта с участниками преступления. Было установлено, что Хэррин ехал со скоростью 102 мили в час.
В апреле 2021 года суд приговорил его к 24 годам лишения свободы. Адвокат Хэррина подал апелляцию на приговор, однако осенью 2022 года её отклонили. В августе 2023 года защита Хэррина подала ходатайство о помиловании губернатору Флориды, ссылаясь на изменения законодательства и публичное давление. Помилование не было предоставлено. Он отбывает срок в исправительно-реабилитационном учреждении Грейсвилла, откуда должен освободиться в 2045 году.

## Реакция в сети и фан-клуб
Пользователи TikTok начали кампанию в поддержку Хэррина. У него появились десятки фан-клубов, которые публиковали материалы, фотографии и признания под хэштегом #cameronherrin. В них пользователи просили суд пересмотреть приговор и «дать ему шанс на нормальную жизнь». 
Сразу после вынесения приговора на платформе Change.org была организована петиция, адресованная правительству США с заявлением, что Хэррин «не имел намеренья убить людей», а также, что «он сожалеет о своих действиях». По состоянию на 2023 год, петиция собрала более 180 тысяч подписей.
Девушки-подростки признавались, что хотят «утонуть в его глазах» и «стать его верной спутницей». Видео, на котором Кэмерон слушает свой приговор, стало вирусным, собрав более двух миллиардов просмотров.